# Catalunya Vella
La Catalunya Vella és un concepte jurídic creat pel jurista Pere Albert al segon quart del segle xiii per a referir-se als territoris de Catalunya on hi havia pagesos de remença, i que es corresponien només al bisbat de Girona, i la meitat oriental del bisbat de Vic i del bisbat de Barcelona a l'est del riu Llobregat. Contemporàniament hom ha usat aquest concepte, erròniament, a l'antiga Gòtia o Marca Hispànica dels segles ix i x.

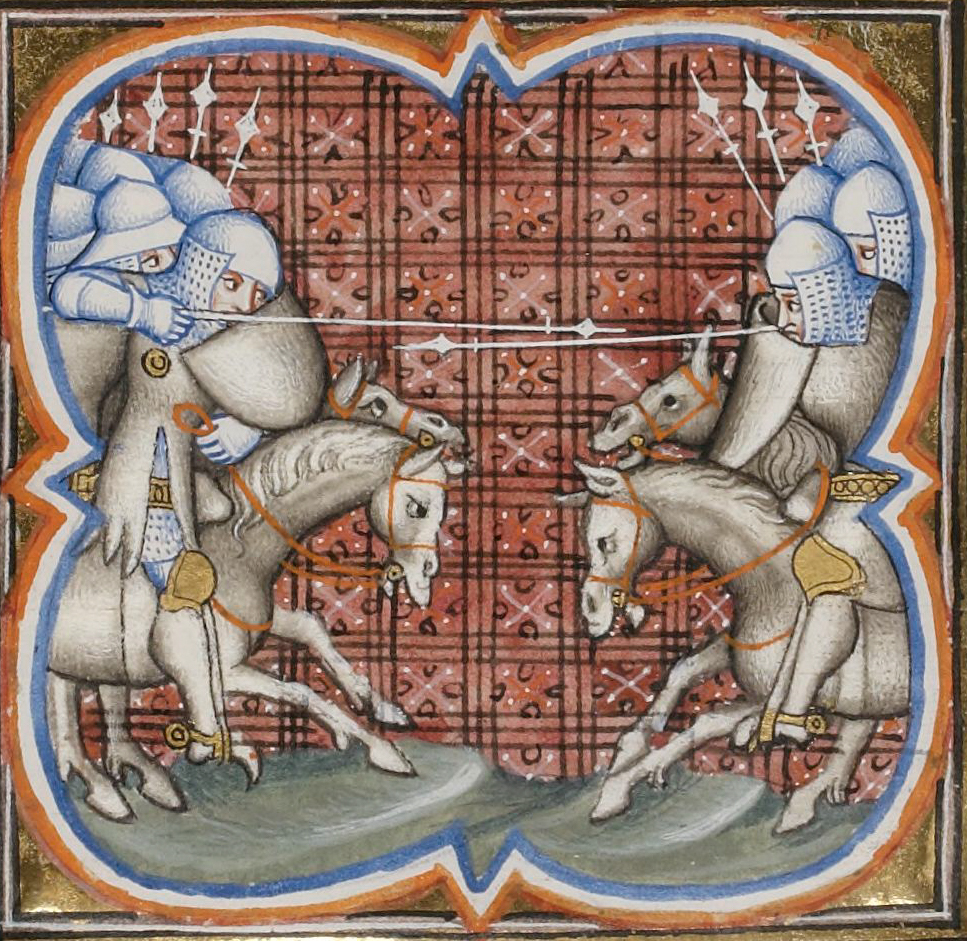
Miniatura que representa la batalla de Muret.

## El concepte de Catalunya Vella

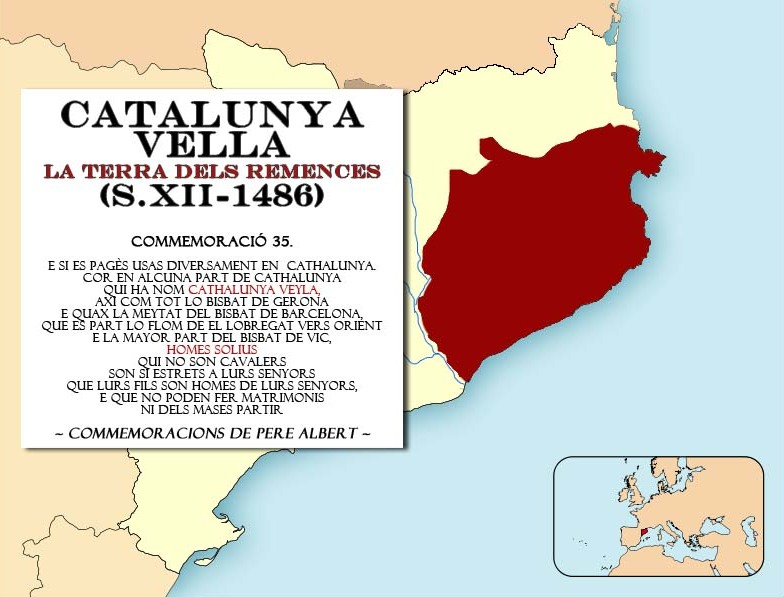
Catalunya Vella (s.XII-S.XV)

Als segles IX i x aquests territoris, com tota l'antiga Gòtia o Marca Hispànica, havien estat un espai de llibertat pels pagesos aloers d'aprisió. Però al segle xi, arran de la revolució feudal i l'afebliment de l'auctoritas comtal, el barons nobiliaris començaren a imposar mals usos sobre els pagesos. La situació s'agreujà al segle xii, quan per evitar que aquests fugissin a les noves terres del sud conquerides per Ramon Berenguer IV, els barons nobiliaris lligaren els pagesos a la terra convertint-los en pagesos de remença.
A finals del segle xiii el jurista i canonge Pere Albert redactà les seves Commemoracions, un tractat sobre dret consuetudinari que recull per escrit tot el seguit d'usatges i costums vigents a Catalunya. Per a definir els territoris on hi havia els pagesos de remença Albert creà el concepte de Catalunya Vella, circumscrivint-lo territorialment al bisbat de Girona, la meitat del bisbat de Barcelona que hi ha a l'est del riu Llobregat, i la major part del bisbat de Vic. El concepte de Catalunya Vella el va crear el jurista per oposició al de Catalunya Nova, que segons Albert ja rebia aquesta denominació d'ençà dels temps de Ramon Berenguer IV. Els límits entre la Catalunya Vella i la Catalunya Nova quedaven marcats pel Llobregat. El jurista Pere Albert comentava en el punt 35 de la seva obra la situació jurídica dels pagesos, i diferenciava entre els que hi havia a la Catalunya Vella, i els que hi havia a la Catalunya Nova.
| «                               | Commemoració 35. E si es pagès usas diversament en Cathalunya. Cor en alcuna part de Cathalunya qui ha nom Cathalunya veyla, axí com tot lo bisbat de Gerona e quax la meytat del bisbat de Barcelona, que és part lo flom de el Lobregat vers orient e la mayor part del bisbat de Vic, homes solius qui no són cavalers són si estrets a lurs senyors que lurs fils són homes de lurs senyors, e que no poden fer matrimonis ni dels mases partir. [..] En altra part de Cathalunya que és per tot lo dit flom de Lobregat ves ponent que tots temps sol ésser apel·lada dels temps de senyor Ramon Berenguer comte de Barcelona ençà nova Cathalunya. | » |
| — Commemoracions de Pere Albert | |   |

Al segle xv, havent passat les Guerra dels remences i la Guerra civil catalana, el rei Ferran II d'Aragó «el Catòlic» sancionà la Sentència Arbitral de Guadalupe (1486), que alliberà els pagesos de remença dels mals usos, desapareixent amb ells també el sentit propi del concepte de Catalunya Vella.

## Historiografia moderna

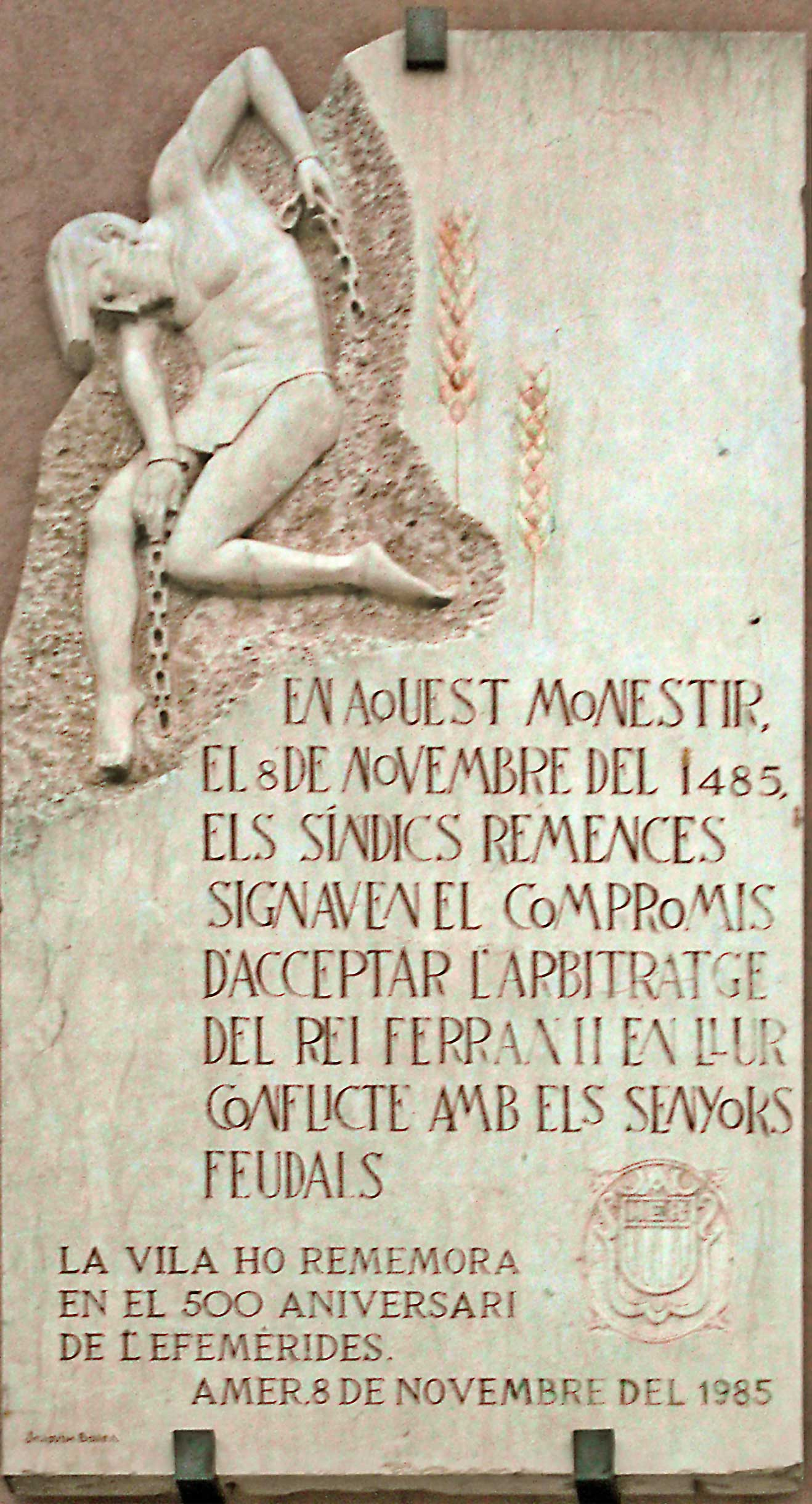
500 aniversari del compromís remença d'acceptar la Sentència Arbitral que dictés Ferran II d'Aragó «el Catòlic» i que els alliberà dels mals usos (monestir d'Amer)

La denominació fou recollida per historiadors posteriors de l'edat moderna durant el segle xvi i xvii com ara Pere Gil, Onofre Manescal, Esteve de Corbera i Francisco Diago; aquest es trobaren però que els comtats de Rosselló, Cerdanya, Urgell, Pallars i Ribagorça no havien estat englobats ni en la Catalunya Nova, ni en la Catalunya Vella per Pere Albert. La indefinició d'Albert podria respondre al fet que en cap d'aquests territoris hi havien estat vigents anteriorment els Usatges de Barcelona perquè no havien estat territoris sotmesos a la jurisdicció dels comtes de Barcelona. Per a cobrir aquest buit, i amb finalitat només geogràfica, historiadors moderns com ara Pere Gil crearen la denominació Catalunya Novíssima per a referir-se als comtats de Rosselló, Cerdanya, Urgell, Pallars i Ribagorça.

## Historiografia contemporània
Contemporàniament hom ha usat el concepte de Catalunya Vella per a referir-se, erròniament, a tots els Comtats catalans abans de la conquesta de la Catalunya Nova. Així mateix també s'ha usat aquest terme per a referir-se a la Catalunya humida, la qual exclou, però, la façana mediterrània. Es dona la circumstància que part de la Catalunya Vella correspon, aproximadament, a l'àrea dialectal del català central, el qual arriba, però, fins al sud fins al camp de Tarragona.